# Anomala heterostigma
Anomala heterostigma är en skalbaggsart som beskrevs av Ohaus 1915. Anomala heterostigma ingår i släktet Anomala och familjen Rutelidae. Inga underarter finns listade i Catalogue of Life.